# 2019 QF112
2019 QF112 est un objet transneptunien du groupe des plutinos, ayant une magnitude absolue de 6.9.